# USL Championship 2021
La temporada 2021 de la USL Championship fue la 11.ª edición de la USL Championship. La temporada comenzó el 24 de abril de 2021 y finalizó el 28 de noviembre del mismo año con la participación de 31 equipos. Esta fue la tercera temporada en la que la liga opera bajo el nombre de "Campeonato USL", después de haber usado el nombre "United Soccer League" hasta 2018.

## Equipos participantes
Los siguientes equipos participaron en la temporada 2021.
| Equipo                       | Sede                          | Estadio                          | Año de Fundación | Unión a USL Championship | Afiliación MLS      |
| ---------------------------- | ----------------------------- | -------------------------------- | ---------------- | ------------------------ | ------------------- |
| Conferencia Este             |                               |                                  |                  |                          |                     |
| Atlanta United 2             | Kennesaw, Georgia             | Fifth Third Bank Stadium         | 2017             | 2018                     | Atlanta United FC   |
| Birmingham Legion FC         | Birmingham, Alabama           | BBVA Field                       | 2017             | 2019                     | -                   |
| Charleston Battery           | Charleston, Carolina del Sur  | Patriots Point Soccer Complex    | 1993             | 2011                     | -                   |
| Charlotte Independence       | Charlotte, Carolina del Norte | American Legion Memorial Stadium | 2014             | 2015                     | -                   |
| Hartford Athletic            | Hartford, Connecticut         | Dillon Stadium                   | 2018             | 2019                     | -                   |
| Indy Eleven                  | Indianápolis, Indiana         | Carroll Stadium                  | 2013             | 2018                     | Chicago Fire FC     |
| Loudoun United FC            | Leesburg, Virginia            | Segra Field                      | 2018             | 2019                     | D. C. United        |
| Louisville City FC           | Louisville, Kentucky          | Lynn Family Stadium              | 2014             | 2015                     | -                   |
| Memphis 901 FC               | Memphis, Tennessee            | AutoZone Park                    | 2018             | 2019                     | -                   |
| Miami FC                     | Miami, Florida                | Riccardo Silva Stadium           | 2015             | 2020                     | -                   |
| New York Red Bulls II        | Montclair, Nueva Jersey       | MSU Soccer Park                  | 2015             | 2015                     | New York Red Bulls  |
| Pittsburgh Riverhounds       | Pittsburgh, Pensilvania       | Highmark Stadium                 | 1999             | 2011                     | -                   |
| Sporting Kansas City II      | Kansas City, Kansas           | Children's Mercy Park            | 2015             | 2016                     | -                   |
| Tampa Bay Rowdies            | St. Petersburg, Florida       | Al Lang Stadium                  | 2008             | 2017                     | -                   |
| Conferencia Oeste            |                               |                                  |                  |                          |                     |
| Austin Bold FC               | Elroy, Texas                  | Bold Stadium                     | 2017             | 2019                     | -                   |
| Colorado Springs Switchbacks | Colorado Springs, Colorado    | Weidner Field                    | 2014             | 2015                     | Colorado Rapids     |
| El Paso Locomotive FC        | El Paso, Texas                | Southwest University Park        | 2018             | 2019                     | -                   |
| LA Galaxy II                 | Carson, California            | Dignity Health Track Stadium     | 2014             | 2014                     | LA Galaxy           |
| Las Vegas Lights FC          | Las Vegas, Nevada             | Cashman Field                    | 2017             | 2018                     | -                   |
| New Mexico United            | Albuquerque, Nuevo México     | Isotopes Park                    | 2018             | 2019                     | -                   |
| Oakland Roots SC             | California, California        | Laney College Stadium            | 2018             | 2021                     | -                   |
| OKC Energy FC                | Oklahoma City, Oklahoma       | Taft Stadium                     | 2013             | 2014                     | -                   |
| Orange County SC             | Irvine, California            | Champion Stadium                 | 2010             | 2011                     | -                   |
| Phoenix Rising FC            | Chandler, Arizona             | Wild Horse Pass Stadium          | 2014             | 2014                     | -                   |
| Real Monarchs                | Herriman, Utah                | Zions Bank Stadium               | 2014             | 2015                     | Real Salt Lake      |
| Rio Grande Valley FC Toros   | Edinburg, Texas               | H-E-B Park                       | 2015             | 2016                     | Houston Dynamo      |
| Sacramento Republic FC       | Sacramento, California        | Heart Health Park                | 2012             | 2014                     | -                   |
| San Antonio FC               | San Antonio, Texas            | Toyota Field                     | 2015             | 2016                     | New York City FC    |
| San Diego Loyal SC           | San Diego, California         | Torero Stadium                   | 2019             | 2020                     | -                   |
| Tacoma Defiance              | Tacoma, Washington            | Cheney Stadium                   | 2014             | 2015                     | Seattle Sounders FC |
| FC Tulsa                     | Tulsa, Oklahoma               | ONEOK Field                      | 2013             | 2015                     | Chicago Fire        |

## Formato de la competencia
La pandemia de COVID-19 dio lugar a algunos cambios con respecto al formato anterior a COVID más reciente que involucra dos conferencias independientes. Para esta temporada, cada una de las conferencias se dividió en dos divisiones, Atlántico y Central en la Conferencia Este y Montaña y Pacífico en la Conferencia Oeste, creando cuatro divisiones geográficas de 8 (o 7) equipos. Los equipos jugaron un calendario de 32 partidos en un período de 27 semanas a partir del 1 de mayo. Durante la temporada regular, cada equipo jugó contra sus oponentes de división cuatro veces: dos de local, dos de visita, para un total de 28 (o en la División de Montaña, 24) partidos, lo que constituyó la mayor parte de la temporada de cada equipo. Los partidos restantes en el calendario de cada equipo se jugó contra oponentes regionales o de conferencias cruzadas.

## Clasificación

### División del Atlántico
| Pos. | Equipo                    | PJ | PG | PE | PP | GF | GC | DG  | Pts. |
| ---- | ------------------------- | -- | -- | -- | -- | -- | -- | --- | ---- |
| 1    | Tampa Bay Rowdies         | 32 | 23 | 2  | 7  | 55 | 23 | +32 | 71   |
| 2    | Charlotte Independence    | 32 | 18 | 5  | 9  | 57 | 36 | +21 | 59   |
| 3    | Pittsburgh Riverhounds SC | 32 | 17 | 7  | 8  | 52 | 34 | +18 | 58   |
| 4    | Miami FC                  | 32 | 16 | 6  | 10 | 55 | 40 | +15 | 54   |
| 5    | Hartford Athletic         | 32 | 12 | 5  | 15 | 50 | 50 | 0   | 41   |
| 6    | Charleston Battery        | 32 | 10 | 7  | 15 | 49 | 60 | −11 | 37   |
| 7    | New York Red Bulls II     | 32 | 7  | 7  | 18 | 42 | 67 | −25 | 28   |
| 8    | Loudoun United FC         | 32 | 4  | 3  | 25 | 31 | 78 | −47 | 15   |

### División central
| Pos. | Equipo                  | PJ | PG | PE | PP | GF | GC | DG  | Pts. |
| ---- | ----------------------- | -- | -- | -- | -- | -- | -- | --- | ---- |
| 1    | Louisville City FC      | 32 | 18 | 7  | 7  | 61 | 37 | +24 | 61   |
| 2    | Birmingham Legion FC    | 32 | 18 | 6  | 8  | 51 | 31 | +20 | 60   |
| 3    | Memphis 901 FC          | 32 | 14 | 8  | 10 | 47 | 42 | +5  | 50   |
| 4    | FC Tulsa                | 32 | 14 | 5  | 13 | 49 | 48 | +1  | 47   |
| 5    | OKC Energy FC           | 32 | 8  | 13 | 11 | 30 | 38 | −8  | 37   |
| 6    | Indy Eleven             | 32 | 9  | 8  | 15 | 32 | 47 | −15 | 35   |
| 7    | Atlanta United 2        | 32 | 8  | 10 | 14 | 47 | 56 | −9  | 34   |
| 8    | Sporting Kansas City II | 32 | 4  | 8  | 20 | 33 | 64 | −31 | 20   |

### División de montaña
| Pos. | Equipo                | PJ | PG | PE | PP | GF | GC | DG  | Pts. |
| ---- | --------------------- | -- | -- | -- | -- | -- | -- | --- | ---- |
| 1    | El Paso Locomotive FC | 32 | 18 | 10 | 4  | 56 | 34 | +22 | 64   |
| 2    | San Antonio FC        | 32 | 14 | 10 | 8  | 50 | 38 | +12 | 52   |
| 3    | Colorado Springs SFC  | 32 | 13 | 11 | 8  | 61 | 48 | +13 | 50   |
| 4    | Rio Grande Valley FC  | 32 | 13 | 8  | 11 | 49 | 42 | +7  | 47   |
| 5    | New Mexico United     | 32 | 12 | 10 | 10 | 44 | 40 | +4  | 46   |
| 6    | Austin Bold FC        | 32 | 10 | 12 | 10 | 32 | 42 | −10 | 42   |
| 7    | Real Monarchs         | 32 | 5  | 7  | 20 | 28 | 56 | −28 | 22   |

### División del pacífico
| Pos. | Equipo                 | PJ | PG | PE | PP | GF | GC | DG  | Pts. |
| ---- | ---------------------- | -- | -- | -- | -- | -- | -- | --- | ---- |
| 1    | Phoenix Rising FC      | 32 | 20 | 7  | 5  | 68 | 35 | +33 | 67   |
| 2    | Orange County SC       | 32 | 15 | 7  | 10 | 44 | 37 | +7  | 52   |
| 3    | San Diego Loyal SC     | 32 | 14 | 6  | 12 | 51 | 43 | +8  | 48   |
| 4    | Oakland Roots SC       | 32 | 11 | 8  | 13 | 36 | 43 | -7  | 41   |
| 5    | Tacoma Defiance        | 32 | 10 | 9  | 13 | 37 | 41 | -4  | 39   |
| 6    | LA Galaxy II           | 32 | 11 | 6  | 15 | 55 | 57 | -2  | 39   |
| 7    | Sacramento Republic FC | 32 | 8  | 12 | 12 | 36 | 42 | -6  | 36   |
| 8    | Las Vegas Lights FC    | 32 | 6  | 3  | 23 | 41 | 77 | -36 | 21   |

## Play offs

### Conferencia Oeste

#### Cuartos de final
| Cuartos de final      | Cuartos de final      | Cuartos de final                | Cuartos de final | Cuartos de final |
| Local                 | Resultado             | Visitante                       | Fecha            | Hora             |
| --------------------- | --------------------- | ------------------------------- | ---------------- | ---------------- |
| El Paso Locomotive FC | 0:1                   | Oakland Roots SC                | 5 de noviembre   | 19:30            |
| San Antonio FC        | 2:0                   | San Diego Loyal SC              | 5 de noviembre   | 20:00            |
| Orange County SC      | 1:0                   | Colorado Springs Switchbacks FC | 6 de noviembre   | 19:00            |
| Phoenix Rising FC     | 3:3 (pró.) (3:4 pen.) | Rio Grande Valley FC Toros      | 6 de noviembre   | 19:30            |

#### Semifinales
| Semifinales      | Semifinales           | Semifinales                | Semifinales     | Semifinales |
| Local            | Resultado             | Visitante                  | Fecha           | Hora        |
| ---------------- | --------------------- | -------------------------- | --------------- | ----------- |
| Orange County SC | 0:0 (pró.) (6:5 pen.) | Oakland Roots SC           | 13 de noviembre | 19:00       |
| San Antonio FC   | 3:1                   | Rio Grande Valley FC Toros | 13 de noviembre | 20:00       |

#### Final
| Final            | Final                 | Final          | Final           | Final |
| Local            | Resultado             | Visitante      | Fecha           | Hora  |
| ---------------- | --------------------- | -------------- | --------------- | ----- |
| Orange County SC | 1:1 (pró.) (5:3 pen.) | San Antonio FC | 20 de noviembre | 19:00 |

### Conferencia Este

#### Cuartos de final
| Cuartos de final       | Cuartos de final | Cuartos de final          | Cuartos de final | Cuartos de final |
| Local                  | Resultado        | Visitante                 | Fecha            | Hora             |
| ---------------------- | ---------------- | ------------------------- | ---------------- | ---------------- |
| Charlotte Independence | 3:1              | Memphis 901 FC            | 6 de noviembre   | 19:00            |
| Tampa Bay Rowdies      | 6:2              | FC Tulsa                  | 6 de noviembre   | 19:30            |
| Birmingham Legion FC   | W.O.             | Pittsburgh Riverhounds SC | 7 de noviembre   | 17:00            |
| Louisville City FC     | 1:0              | Miami FC                  | 7 de noviembre   | 20:00            |

#### Semifinales
| Semifinales        | Semifinales | Semifinales            | Semifinales     | Semifinales |
| Local              | Resultado   | Visitante              | Fecha           | Hora        |
| ------------------ | ----------- | ---------------------- | --------------- | ----------- |
| Tampa Bay Rowdies  | 1:0         | Birmingham Legion FC   | 13 de noviembre | 19:00       |
| Louisville City FC | 1:0         | Charlotte Independence | 13 de noviembre | 19:30       |

#### Final
| Final             | Final      | Final              | Final           | Final |
| Local             | Resultado  | Visitante          | Fecha           | Hora  |
| ----------------- | ---------- | ------------------ | --------------- | ----- |
| Tampa Bay Rowdies | 3:2 (pró.) | Louisville City FC | 20 de noviembre | 19:00 |

1. ↑  El partido fue cancelado después de que varios jugadores de Pittsburgh Riverhounds SC dieron positivo para COVID-19.

### Final del campeonato
| Final             | Final     | Final            | Final           | Final |
| Local             | Resultado | Visitante        | Fecha           | Hora  |
| ----------------- | --------- | ---------------- | --------------- | ----- |
| Tampa Bay Rowdies | 1:3       | Orange County SC | 28 de noviembre | 20:30 |

### Campeón
| USL Championship 2021      |
| -------------------------- |
|                            |
| Orange County SC 1º Título |

## Goleadores
- Actualizado el 28 de noviembre de 2021.

| Pos. | Jugador             | Club                            | Goles |
| ---- | ------------------- | ------------------------------- | ----- |
| 1    | Hadji Barry         | Colorado Springs Switchbacks FC | 25    |
| 2    | Sebastián Guenzatti | Tampa Bay Rowdies               | 21    |
| 3    | Cameron Lancaster   | Louisville City FC              | 20    |
| 3    | Kyle Murphy         | Memphis 901 FC                  | 20    |
| 5    | Neco Brett          | Birmingham Legion FC            | 18    |
| 6    | Preston Judd        | LA Galaxy II                    | 17    |
| 7    | Russell Cicerone    | Pittsburgh Riverhounds SC       | 16    |
| 7    | Santi Moar          | Phoenix Rising FC               | 16    |
| 9    | Ronaldo Damus       | Orange County SC                | 14    |
| 9    | Chris Wehan         | Orange County SC                | 14    |